# 陳薩
陳薩（1979年11月21日—）是一位中國鋼琴家，生於重慶市，目前居住在德國漢諾威。陳薩曾被英國電台Classic FM評為「同輩中最耀眼的演奏家之一」。

## 生平
陳薩生於重慶，母亲为舞蹈演员，父亲为圆号演奏员。7歲開始學習鋼琴，9歲進入四川音樂學院附中和深圳藝術學校，師承但昭義教授。
從10歲開始，陳薩便屢獲大獎，包括中國全國少年鋼琴邀請賽少年組第一名、珠江杯全國少年鋼琴邀請賽專業組第一名。
1994年，獲得首屆中國國際鋼琴比賽青年組第一名。同年10月，江澤民接見了陳薩和但昭義教授，並聆聽演奏。1996年，當她在獲得英國利茲国际鋼琴比賽第4名，为该比赛历史上最年轻的获奖者。之后獲得倫敦喬凱音樂學院的獎學金，進入該校隨喬安·哈維爾學習，並獲得了演奏碩士文憑。
2000年，獲得蕭邦國際鋼琴比賽第4名與波蘭舞曲最佳演奏獎。2001年就讀漢諾威音樂學院，師從阿裏·瓦迪。2005年，她在第12屆範·克萊本國際鋼琴比賽中獲得水晶大獎，成為歷史上唯一在三大頂尖鋼琴比賽中均獲得獎項的鋼琴家。
2008年，她為唱片品牌PentaTone錄音而推出蕭邦鋼琴協奏曲專輯，獲Classic FM頒發最佳大碟獎。2009年錄製穆索斯基和拉赫曼尼諾夫作品專輯，2011年發行拉赫曼尼諾夫第二鋼琴協奏曲及葛利格鋼協大碟。
2010年，陳薩獲波蘭政府頒發極具榮譽的蕭邦藝術獎，以表揚她在2010年蕭邦二百週年紀念對波蘭音樂所作出之貢獻。
陈萨曾于第11届悉尼国际钢琴比赛（2016年）、第61届费鲁乔·布索尼钢琴大赛（意大利，2017年）、第19届利兹钢琴大赛（英国，2018年），及在第18届肖邦国际钢琴大赛（华沙，2021年）中任评委。

## 演出
陈萨曾與多位享負盛名的指揮合作，包括谢苗·毕契科夫、艾度·迪華特、法比奥·路易斯、瓦西里·派切克、郑明勋、余隆、史拉健、湯沐海、水藍等。
她曾與世界多個主要樂團合作演出，包括上海交響樂團、中國交響樂團、中國愛樂樂團、匹茲堡交響樂團、以色列愛樂樂團、伯明翰城市交響樂團、伯爾尼交響樂團、沃斯堡交響樂團、拉脫維亞國立交響樂團、波蘭國家廣播交響樂團、洛杉磯愛樂樂團、科隆西德廣播交響樂團、香港管弦樂團、斯特拉斯堡愛樂樂團、華沙愛樂樂團、塔卡什四重奏團、新加坡交響樂團、葡萄牙古本江管弦樂團、薩爾茲堡室內樂團等。
她曾於紐約卡奈基音樂廳、華盛頓甘迺迪中心、倫敦威格摩音樂廳、巴比肯藝術中心、瑞士蘇黎世市政廳音樂廳等世界各大音樂殿堂演出。
她又經常於日本演出，更獲邀前往東京，參與極具榮譽的「20世紀100位最偉大鋼琴家」系列。